# Rodrigo Isgró

a Compétitions nationales et continentales officielles uniquement.

b Matchs officiels uniquement.
Dernière mise à jour le 21 octobre 2024.
Rodrigo Antonio Isgró Alastra, né le 24 mars 1999 à Mendoza (Argentine), est un joueur international argentin de rugby à sept et également international argentin de rugby à XV jouant au poste d'ailier aux Harlequins.
Il a représenté l'Argentine aux Jeux olympiques d'été de 2020 à sept et a été sélectionné pour jouer la Coupe du monde de rugby à XV 2023.
Il est élu meilleur joueur du monde de rugby à sept World Rugby de l'année 2023.

## Biographie

### Carrière junior
Rodrigo Isgró a commencé le rugby très jeune, à l'âge de quatre ans,, dans son club local de Mendoza RC. Jusqu'à sa première sélection nationale, à dix-sept ans, il participe aussi au défunt Championnat provincial d'Argentine de rugby à XV avec l'équipe régionale de Cuyo RC,. Des blessures le maintiennent éloigné du championnat du monde junior, auquel il finit par participer en 2019, alors que le tournoi se tient en Argentine.
Il y marque un essai en match d'ouverture contre le pays de Galles, puis contre les Fidji, mais écope d'un carton rouge contre la France pour un plaquage haut,. L'Argentine se qualifie néanmoins pour la demi-finale, contre l'Australie, durant laquelle Isgró reçoit deux plaquages dangereux du numéro 9 australien en cours de première mi-temps, aboutissant à l'exclusion de ce dernier et à un essai de pénalité. Néanmoins, l'Argentine s'incline à la fois en demi-finale et dans le match pour la troisième place, et se classe quatrième.

### Carrière professionnelle

#### En rugby à sept
Ses performances en junior lui ouvrent les portes de la sélection argentine de rugby à sept pour la saison 2019-2020. Isgró y entame sa carrière professionnelle, entrant pour la première fois en jeu lors du Tournoi de Nouvelle-Zélande 2020 comptant pour le World Rugby Sevens Series 2019-2020. Il marque ses premiers points en tant que buteur, rôle qu'il ne tiendra plus par la suite. Après deux saisons tronquées par la pandémie de Covid-19, il fait partie de l'effectif sélectionné pour les Jeux olympiques de Tokyo. Durant la compétition, Isgró prend part à six rencontres dont trois comme titulaire, marquant un essai contre la modeste Corée du Sud. Après la victoire de son équipe contre la Grande-Bretagne en petite finale, il est médaillé de bronze olympique. Cette médaille lui ouvre des perspectives en Europe, qu'il décline pour poursuivre dans le rugby à sept argentin.
Au cours de sa carrière dans le sept, il a participé à quatre tournois victorieux de l'Argentine, au Canada à deux reprises en 2022 et 2023,, en Nouvelle-Zélande en 2023, où il est nommé meilleur joueur de la finale et à Londres la même année.
Fin octobre 2023, il est élu meilleur joueur du monde de rugby à sept World Rugby.
Lors de la saison 2023-2024, Isgró inscrit dix-neuf essais en trente matchs, faisant de lui l'un des meilleurs marqueurs d'essais de son équipe après Marcos Moneta et ses vingt-neuf unités. Mais c'est par son indiscipline qu'il s'illustre au cours du match pour la première place des finales de Madrid, d'abord sanctionné d'un carton jaune pour un en-avant volontaire, puis d'un rouge pour un plaquage cathédrale sur le Français Paulin Riva après l'expiration du temps réglementaire.

#### En rugby à XV
En 2023, Isgró est appelé par Michael Cheika pour disputer un match du Rugby Championship contre l'Australie. Il obtient ainsi sa première cape internationale, en tant que titulaire, pour son premier match de rugby à XV depuis le championnat du monde junior. Durant cette rencontre, il joue 70 minutes sans marquer avant d'être remplacé. Sa prestation est saluée par le sélectionneur argentin, qui l'inclut dans les 33 joueurs appelés à jouer la Coupe du monde en France,. Pour justifier cette sélection, Cheika souligne la façon dont Isgró relève le défi de passer du sept au XV, ainsi que sa présence dans le match contre l'Australie. Isgró reçoit ensuite un peu plus de temps de jeu en prenant part à une rencontre de l'équipe d'« Argentine XV », la réserve des Pumas, contre le Chili.
En septembre 2024, il s'engage avec le club anglais des Harlequins.

## Statistiques

### En club
Au 21 octobre 2024, Rodrigo Isgró compte un match joué pour les Harlequins et a inscrit deux essais.

### En sélection nationale

#### Rugby à XV
Rodrigo Isgró compte 7 capes en équipe d'Argentine de rugby à XV, dont 7 en tant que titulaire, depuis sa première sélection le 15 juillet 2023 face à l'équipe d'Australie. Il inscrit un essai, cinq points.

## Palmarès

### En club
Néant.

### En équipe nationale

#### Rugby à sept
- Jeux olympiques
  -  Médaille de bronze aux Jeux olympiques d'été de 2020 à Tokyo
- World Rugby Sevens Series
  -  Vainqueur : Canada (2022, 2023), Nouvelle-Zélande (2023), Londres (2023)
  -  Finaliste : Espagne (2022, Event I) États-Unis (2023), Singapour (2023), France (2023)
  -  Troisième : Dubaï (2023, Event I et Event II), Espagne (2022, Event II)

### Distinctions personnelles
- Élu meilleur joueur du monde de rugby à sept World Rugby en 2023.

## Nots et références
1. 1 2 3 4 5  « Rodrigo ISGRO ALASTRA : statistiques et fiche », sur allrugby.com (consulté le 21 octobre 2024).
2. 1 2 3 4 5 6  « Rodrigo Isgro Alastra », sur itsrugby.com (consulté le 8 août 2023)
3. 1 2 3  (es) Aldo Gatica, « Rodrigo Isgró: “Cuando veo la medalla siento una alegría inmensa “ », sur losandes.com.ar, 15 août 2021 (consulté le 8 août 2023)
4. 1 2  (es) Rodrigo Pontis, « Rodrigo Isgró, el mendocino que ganó la medalla de bronce en Tokio 2020 con Los Pumas 7's », sur mdzol.com, 28 juillet 2021 (consulté le 8 août 2023)
5. ↑  (es) Aldo Gatica, « Mendoza es mundial », sur losandes.com, 4 juin 2019 (consulté le 8 août 2023)
6. ↑  (en) « Argentine-Galles U20 2019 », sur world.rugby (consulté le 8 août 2023)
7. ↑  (en) « Argentine-Fidji U20 2019 », sur world.rugby (consulté le 8 août 2023)
8. ↑  (es) « Los Pumitas vapulearon a Francia y se clasificaron a las semifinales del Mundial Sub 20 », sur primerafuente.com.ar, 12 juin 2019 (consulté le 8 août 2023)
9. ↑  « Rodrigo Isgro », sur all.rugby (consulté le 8 août 2023)
10. ↑  (es) « Rodrigo Isgro convocado pumas 7 mira circuito mundial », sur diariouno.com, 28 août 2019 (consulté le 8 août 2023)
11. ↑  « Les pieds magiques de Marcos Moneta mènent l'Argentine à la victoire à Vancouver », sur world.rugby, 17 avril 2022 (consulté le 8 août 2023)
12. ↑  (en) « Argentina down France to win Canada Sevens crown », sur khmertimeskh.com, 7 mars 2023 (consulté le 8 août 2023)
13. ↑  « L’Argentine et la Nouvelle-Zélande vainqueurs à Hamilton », sur world.rugby, 22 janvier 2023 (consulté le 8 août 2023)
14. ↑  (en) Talei Matairakula, « Six-man Fiji go down in London 7s final », sur fbcnew.com.fj, 22 mai 2023 (consulté le 8 août 2023)
15. ↑  « Rodrigo Isgro élu Joueur de Rugby à 7 de l’Année », sur www.quinzemondial.com, 29 octobre 2023 (consulté le 19 décembre 2023)
16. ↑  (en) « Madrid SVNS ends with red as France player speared in horrific tackle », sur rugbydump.com, 3 juin 2024 (consulté le 5 juin 2024)
17. ↑  « Feuille de match Australie-Argentine 2023 », sur itsrugby.com, 15 juillet 2023 (consulté le 8 août 2023)
18. ↑  « Coupe du monde 2023 : l’Argentine sans Cordero, Paulos et Delguy », sur sudouest.fr, 7 août 2023 (consulté le 8 août 2023)
19. ↑  (en) Adam Kyriacou, « Los Pumas name Rodrigo Isgro in Rugby World Cup squad as experienced wing trio miss out », sur planetrugby.com, 7 août (consulté le 8 août 2023)
20. ↑  (es) « El récord que alcanzó Rodrigo Isgró con la convocatoria para el Mundial », sur espn.ar, 7 août 2023 (consulté le 8 août 2023)
21. ↑  (es) « Cheika destacó las inclusiones de Isgró y Bogado para la Copa del Mundo », sur espn.ar, 7 août 2023 (consulté le 8 août 2023)
22. ↑  « Les Harlequins enrôlent le septiste argentin Rodrigo Isgro », sur rugbyrama.fr, 3 septembre 2024 (consulté le 4 septembre 2024).